# Madukkarai
Madukkarai là một thị xã panchayat của quận Coimbatore thuộc bang Tamil Nadu, Ấn Độ.

## Địa lý
Madukkarai có vị trí 10°54′B 76°58′Đ / 10,9°B 76,97°Đ Nó có độ cao trung bình là 311 mét (1020 feet).

## Nhân khẩu
Theo điều tra dân số năm 2001 của Ấn Độ, Madukkarai có dân số 25.733 người. Phái nam chiếm 51% tổng số dân và phái nữ chiếm 49%. Madukkarai có tỷ lệ 72% biết đọc biết viết, cao hơn tỷ lệ trung bình toàn quốc là 59,5%: tỷ lệ cho phái nam là 79%, và tỷ lệ cho phái nữ là 64%. Tại Madukkarai, 10% dân số nhỏ hơn 6 tuổi.